# Вілл Гарді
Вілл Гарді (англ. Will Hardy; нар. 21 січня 1988) — американський професійний баскетбольний тренер, який є головним тренером команди НБА «Юта Джаз».